# المبروكة (مسلسل)
المبروكة- مسلسل دراما أردني، عُرض في 2014م، من تأليف رياض سيف، ومن إخراج: نبيل الشوملي، ومن إنتاج التلفزيون الأردني.

## قصة المسلسل وأحداثه
يناقش المسل قضايا المجتمع الأردني الحالي في عصر الإنترنت والكمبيوتر، ويسلط المسلسل الضوء على موضوعات معاصرة تشغل هموم وطموحات الانسان الاردني على اكثر من صعيد، مثلما يدين بعض الممارسات والسلوكات الخاطئة التي تعرقل مسيرة تطور المجتمع المحلي في المجال الإقتصادي والتنموي ، مثلما يطرح ظاهرة العنف في الجامعات.
(المبروكة) هي تلك الشخصية القابضة على الجمر والمتمسكة بأخلاق القرية، وهي قصة جيل جديد نبت في ظل الصراع بين قيم الخير والشر حيث يستمد قوته من أصالة جذوره.

## طاقم العمل
يتألف طاقم عمل المسلسل الأردني "المبروكة " من عدد كبير من الممثلين، من بينهم:
- صفاء سلطان
- قمر الصفدي
- عاكف نجم
- شاكر جابر
- محمد العبادي
- نادرة عمران
- عبد الكريم القواسمي
- لارا الصفدي
- نجلاء عبدالله
- حسن أبو شعيرة
- إبراهيم أبو الخير
- علاء الجمل
- علا ياسين
- سهير فهد
- إياد شطتاوي
- أحمد قوادري
- فؤاد الشوملي
- نجلاء سحويل
- علي الجراح
- ربيع زيتون
- أشرف أباظة
- محمد ختوم
- مارغو أصلان
- معتصم الفحماوي
- أريج دبابنة
- ناصر أبو باشا
- نزيرة أديب
- نادية الصالح
- محمد أبو سليم
- نزار الشريف
- لمى الحداد
- عمر حلمي